# Jorge Montesino
Jorge Daniel Montesino (Comodoro Rivadavia, Argentina, 26 de diciembre de 1964) es un entrenador argentino de fútbol. Actualmente es entrenador de Atlético Sporting de la Liga del Sur.

## Trayectoria
Su carrera como entrenador comenzó en 2007 siendo el asistente técnico de Diego Cocca en el C.A.I, donde estuvieron hasta el año siguiente. Entre 2008-2009 fue el segundo entrenador de Diego Cocca y Daniel Oldrá en Godoy Cruz. Mientras que para el 2010 junto a Cocca dirigieron a Gimnasia (LP).
Montesino también estuvo en México como asistente técnico de Cocca en el Santos Laguna y luego como estratega principal del equipo sub-20, durante el 2011. Después lo asistió en Huracán (2011-2012) y luego en Defensa y Justicia (2013-2014).
Para mediados de 2014 tomaron las riendas de Racing, resultando campeón de la Primera División de Argentina.
Durante el 2017 fue el entrenador principal de Huracán de Comodoro Rivadavia, donde estuvo hasta diciembre de 2018.
En 2019 deja el Globito para asistir a su compatriota Marcelo Zuleta en El Nacional de Ecuador, estando hasta diciembre de 2019, consiguiendo una clasificación a la Copa Sudamericana. Tras la salida de Zuleta, dirigió las categorías formativas. En el mes de junio de 2020, paso a dirigir el primer plantel, siendo esta su segunda experiencia en la dirección de un equipo como entrenador principal (después de Huracán de Comodoro Rivadavia) y la primera en un equipo de Primera División. Pero fue despedido por malos resultados.
En el año 2021 es designado como director técnico del Club Atlético Sporting, club que pertenece a la liga regional de fútbol llamada Liga del Sur y que participará del Torneo Regional Federal Amateur 2021.

## Clubes

### Como segundo entrenador
| Club               | País      | Año         | Segundo entrenador de      |
| ------------------ | --------- | ----------- | -------------------------- |
| C.A.I              | Argentina | 2007 - 2008 | Diego Cocca                |
| Godoy Cruz         | Argentina | 2008 - 2009 | Diego Cocca y Daniel Oldrá |
| Gimnasia (LP)      | Argentina | 2010        | Diego Cocca                |
| Santos Laguna      | México    | 2011        | Diego Cocca                |
| Huracán            | Argentina | 2011 - 2012 | Diego Cocca                |
| Defensa y Justicia | Argentina | 2013 - 2014 | Diego Cocca                |
| Racing Club        | Argentina | 2014 - 2015 | Diego Cocca                |
| El Nacional        | Ecuador   | 2019        | Marcelo Zuleta             |

### Como entrenador principal
| Club                          | País      | Año         |
| ----------------------------- | --------- | ----------- |
| Huracán de Comodoro Rivadavia | Argentina | 2017 - 2018 |
| El Nacional                   | Ecuador   | 2020        |
| Club Atlético Sporting        | Argentina | 2021        |